# Paraulopus novaeseelandiae
Paraulopus novaeseelandiae är en fiskart som beskrevs av Sato och Tetsuji Nakabo 2002. Paraulopus novaeseelandiae ingår i släktet Paraulopus och familjen Paraulopidae. Inga underarter finns listade i Catalogue of Life.